# Ronda 1 de 2009 da Superleague Fórmula

A ronda em Magny-Cours foi a primeira do campeonato Superleague Fórmula em 2009. Esta foi a primeira ronda do campeonato Superleague Fórmula disputada em território francês. O Liverpool F.C. venceu a 1ª e 3ª corridas da Ronda, enquanto que a A.C. Milan venceu a 2ª corrida.

## Resultados[1]

### Qualificação

#### Grupo A
| Pos. | Clube                  | Equipa de Automobilismo     | Piloto            | Tempo    |
| ---- | ---------------------- | --------------------------- | ----------------- | -------- |
| 1    | Liverpool F.C.         | Hitech Junior Team          | Adrian Valles     | 1:26.493 |
| 2    | Tottenham Hotspur F.C. | Alan Docking Racing         | Craig Dolby       | 1:26.628 |
| 3    | R.S.C Anderlecht       | Zakspeed                    | Yelmer Buurman    | 1:27.085 |
| 4    | CR Flamengo            | Delta / Alan Docking Racing | Enrique Bernoldi  | 1:27.285 |
| 5    | Atlético de Madrid     | Alan Docking Racing         | Ho-Pin Tung       | 1:27.574 |
| 6    | Sporting CP            | Zakspeed                    | Pedro Petiz       | 1:27.686 |
| 7    | Al Ain FC              | Ultimate Motorsport         | Miguel Molina     | 1:27.909 |
| 8    | Olympique Lyonnais     | Barazi Epsilon              | Nelson Panciatici | 1:28.129 |
| 9    | A.S. Roma              | Azerti Motorsport           | Jonathan Kennard  | 1:28.968 |

#### Grupo B
| Pos. | Clube            | Equipa de Automobilismo | Piloto            | Tempo     |
| ---- | ---------------- | ----------------------- | ----------------- | --------- |
| 1    | SC Corinthians   | Alan Docking Racing     | Antonio Pizzonia  | 1:26.391  |
| 2    | F.C. Porto       | Hitech Junior Team      | Tristan Gommendy  | 1:26.588  |
| 3    | Rangers F.C.     | Alan Docking Racing     | John Martin       | 1:26.674  |
| 4    | FC Midtjylland   | Hitech Junior Team      | Kasper Andersen   | 1:27.158  |
| 5    | Olympiacos CFP   | GU-Racing International | Davide Rigon      | 1:27.191  |
| 6    | FC Basel         | GU-Racing International | Max Wissel        | 1:27.223  |
| 7    | Galatasaray S.K. | Ultimate Motorsport     | Duncan Tappy      | 1:27.386  |
| 8    | PSV Eindhoven    | Azerti Motorsport       | Dominick Muermans | 1:30.051  |
| 9    | A.C. Milan       | Azerti Motorsport       | Giorgio Pantano   | Sem tempo |

##### Quadro de Eliminatórias
|  | Quartas de final                                       | Quartas de final                                    |                                                        |          | Semifinais | Semifinais |  |  | Final | Final |
|  |                                                        |                                                     |                                                        |          |            |            |  |  |       |       |
|  | A4-B1                                                  |                                                     |                                                        |          |            |            |  |  |       |       |
|  |                                                        |                                                     |                                                        |          |            |            |  |  |       |       |
|  | CR Flamengo Enrique Bernoldi Delta / ADR               | 1:28.909                                            |                                                        |          |            |            |  |  |       |       |
|  | CR Flamengo Enrique Bernoldi Delta / ADR               | 1:28.909                                            | A2-B1                                                  |          |            |            |  |  |       |       |
|  | SC Corinthians Antônio Pizzonia Alan Docking Racing    | 1:27.129                                            |                                                        |          |            |            |  |  |       |       |
|  | SC Corinthians Antônio Pizzonia Alan Docking Racing    | 1:27.129                                            | Tottenham Hotspur F.C. Craig Dolby Alan Docking Racing | 1:47.696 |            |            |  |  |       |       |
|  | A1-B4                                                  |                                                     | Tottenham Hotspur F.C. Craig Dolby Alan Docking Racing | 1:47.696 |            |            |  |  |       |       |
|  |                                                        | SC Corinthians Antônio Pizzonia Alan Docking Racing | 1:27.896                                               |          |            |            |  |  |       |       |
|  | Liverpool F.C. Adrián Vallés Hitech Junior Team        | SC Corinthians Antônio Pizzonia Alan Docking Racing | 1:27.896                                               | 1:36.417 |            |            |  |  |       |       |
|  | Liverpool F.C. Adrián Vallés Hitech Junior Team        |                                                     | A1-B1                                                  | 1:36.417 |            |            |  |  |       |       |
|  | FC Midtjylland Kasper Andersen Hitech Junior Team      | sem tempo                                           |                                                        |          |            |            |  |  |       |       |
|  | FC Midtjylland Kasper Andersen Hitech Junior Team      | sem tempo                                           | Liverpool F.C. Adrián Vallés Hitech Junior Team        | 1:26.854 |            |            |  |  |       |       |
|  | A3-B2                                                  |                                                     | Liverpool F.C. Adrián Vallés Hitech Junior Team        | 1:26.854 |            |            |  |  |       |       |
|  |                                                        | SC Corinthians Antônio Pizzonia Alan Docking Racing | 1:26.555                                               |          |            |            |  |  |       |       |
|  | R.S.C. Anderlecht Yelmer Buurman Zakspeed              | SC Corinthians Antônio Pizzonia Alan Docking Racing | 1:26.555                                               | 1:36.913 |            |            |  |  |       |       |
|  | R.S.C. Anderlecht Yelmer Buurman Zakspeed              | A1-A3                                               |                                                        | 1:36.913 |            |            |  |  |       |       |
|  | F.C. Porto Tristan Gommendy Hitech Junior Team         | 1:31.918                                            |                                                        |          |            |            |  |  |       |       |
|  | F.C. Porto Tristan Gommendy Hitech Junior Team         | 1:31.918                                            | Liverpool F.C. Adrián Vallés Hitech Junior Team        | 1:26.421 |            |            |  |  |       |       |
|  | A2-B3                                                  |                                                     | Liverpool F.C. Adrián Vallés Hitech Junior Team        | 1:26.421 |            |            |  |  |       |       |
|  |                                                        | R.S.C. Anderlecht Yelmer Buurman Zakspeed           | 1:27.275                                               |          |            |            |  |  |       |       |
|  | Tottenham Hotspur F.C. Craig Dolby Alan Docking Racing | R.S.C. Anderlecht Yelmer Buurman Zakspeed           | 1:27.275                                               | 1:26.670 |            |            |  |  |       |       |
|  | Tottenham Hotspur F.C. Craig Dolby Alan Docking Racing |                                                     |                                                        | 1:26.670 |            |            |  |  |       |       |
|  | Rangers F.C. John Martin Alan Docking Racing           | 1:26.982                                            |                                                        |          |            |            |  |  |       |       |
|  | Rangers F.C. John Martin Alan Docking Racing           | 1:26.982                                            |                                                        |          |            |            |  |  |       |       |

### Corridas

#### Corrida 1

##### Grelha de Partida
| Pos. | Clube                  | Equipa de Automobilismo | Piloto            | Tempo                                     |
| ---- | ---------------------- | ----------------------- | ----------------- | ----------------------------------------- |
| 1    | SC Corinthians         | Alan Docking Racing     | Antônio Pizzonia  | 1:26.555                                  |
| 2    | Liverpool F.C.         | Hitech Junior Team      | Adrián Vallés     | 1:26.854                                  |
| 3    | R.S.C. Anderlecht      | Zakspeed                | Yelmer Buurman    | 1:27.275                                  |
| 4    | Tottenham Hotspur F.C. | Alan Docking Racing     | Craig Dolby       | 1:47.696                                  |
| 5    | Rangers F.C.           | Alan Docking Racing     | John Martin       | 1:26.982                                  |
| 6    | F.C. Porto             | Hitech Junior Team      | Tristan Gommendy  | 1:31.918                                  |
| 7    | CR Flamengo            | Delta Racing / ADR      | Enrique Bernoldi  | 1:28.909                                  |
| 8    | Olympiacos CFP         | GU-Racing International | Davide Rigon      | 1:27.191                                  |
| 9    | Atlético de Madrid     | Alan Docking Racing     | Ho-Pin Tung       | 1:27.574                                  |
| 10   | FC Basel               | GU-Racing International | Max Wissel        | 1:27.223                                  |
| 11   | Sporting CP            | Zakspeed                | Pedro Petiz       | 1:27.686                                  |
| 12   | Galatasaray S.K.       | Ultimate Motorsport     | Duncan Tappy      | 1:27.386                                  |
| 13   | Al Ain FC              | Ultimate Motorsport     | Miguel Molina     | 1:27.909                                  |
| 14   | PSV Eindhoven          | Azerti Motorsport       | Dominick Muermans | 1:30.051                                  |
| 15   | Olympique Lyonnais     | Barazi Epsilon          | Nelson Panciatici | 1:28.129                                  |
| 16   | A.C. Milan             | Azerti Motorsport       | Giorgio Pantano   | sem tempo                                 |
| 17   | FC Midtjylland         | Hitech Junior Team      | Kasper Andersen   | 1:27.158 (sem tempo nos quartos-de-final) |
| 18   | A.S. Roma              | Azerti Motorsport       | Jonathan Kennard  | 1:28:968                                  |

| Cor | Observação                       |
| --- | -------------------------------- |
|     | Disputa pela pole                |
|     | Eliminados na semi-final         |
|     | Eliminados nos quartos-de-finais |
|     | Eliminados na 1ª fase            |

##### Classificação
| Pos                                                                                  | Clube                  | Equipa de Automobilismo     | Piloto             | Tempo/Aband. | Voltas | Grelha de Partida | Pontos |
| ------------------------------------------------------------------------------------ | ---------------------- | --------------------------- | ------------------ | ------------ | ------ | ----------------- | ------ |
| 1                                                                                    | Liverpool F.C.         | Hitech Junior Team          | Adrián Vallés      | 45:57.400    | 30     | 2º                | 50     |
| 2                                                                                    | R.S.C. Anderlecht      | Zakspeed                    | Yelmer Buurman     | +6.298s      | 30     | 3º                | 45     |
| 3                                                                                    | Tottenham Hotspur F.C. | Alan Docking Racing         | Craig Dolby        | +7.237s      | 30     | 4º                | 40     |
| 4                                                                                    | SC Corinthians         | Alan Docking Racing         | Antônio Pizzonia   | +16.968s     | 30     | 1º                | 36     |
| 5                                                                                    | Galatasaray S.K.       | Ultimate Motorsport         | Duncan Tappy       | +27.801s     | 30     | 12º               | 32     |
| 6                                                                                    | CR Flamengo            | Delta / Alan Docking Racing | Enrique Bernoldi   | +37.807s     | 30     | 7º                | 29     |
| 7                                                                                    | Sporting CP            | Zakspeed                    | Pedro Petiz        | +44.178s     | 30     | 11º               | 26     |
| 8                                                                                    | FC Midtjylland         | Hitech Junior Team          | Kasper Andersen    | +55.903s     | 30     | 17º               | 23     |
| 9                                                                                    | Al Ain FC              | Ultimate Motorsport         | Miguel Molina      | +1m03.281s   | 30     | 13º               | 20     |
| 10                                                                                   | FC Basel               | GU-Racing International     | Max Wissel         | +1m03.907s   | 30     | 10º               | 18     |
| 11                                                                                   | PSV Eindhoven          | Azerti Motorsport           | Dominick Muermans  | +1m26.555s   | 30     | 14º               | 16     |
| 12                                                                                   | A.C. Milan             | Azerti Motorsport           | Giorgio Pantano    | + 1 volta    | 29     | 16º               | 14     |
| 13                                                                                   | Olympique Lyonnais     | Barazi Epsilon              | Nelson Panciaticci | + 1 volta    | 29     | 15º               | 12     |
| 14                                                                                   | Atlético de Madrid     | Alan Docking Racing         | Ho-Pin Tung        | + 1 volta    | 29     | 9º                | 10     |
| 15 (NA)                                                                              | A.S. Roma              | Azerti Motorsport           | Jonathan Kennard   | NA           | 17     | 18º               | 8      |
| 16 (NA)                                                                              | F.C. Porto             | Hitech Junior Team          | Tristan Gommendy   | NA           | 8      | 6º                | 7      |
| 17 (NA)                                                                              | Rangers F.C.           | Alan Docking Racing         | John Martin        | NA           | 1      | 5º                | 6      |
| NC                                                                                   | Olympiacos CFP         | GU-Racing International     | Davide Rigon       | NC           | NC     | 8                 | 0      |
| Volta mais rápida: Tottenham Hotspur FC, Alan Docking Racing, Craig Dolby - 1:27.284 |                        |                             |                    |              |        |                   |        |

Nota: NC: Não começou a corrida; NA: Não acabou a corrida
| Cor | Observação                     |
| --- | ------------------------------ |
|     | Qualificados para a 3ª Corrida |

#### Corrida 2
Nota: A grelha de partida para a 2ª Corrida corresponde à inversão total das posições finais da 1ª Corrida (por exemplo: o último da 1ª Corrida partirá em 1º para a 2ª Corrida)
| Pos                                                                                 | Clube                  | Equipa de Automobilismo     | Piloto            | Tempo/Aband. | Voltas | Grelha de Partida | Pontos |
| ----------------------------------------------------------------------------------- | ---------------------- | --------------------------- | ----------------- | ------------ | ------ | ----------------- | ------ |
| 1                                                                                   | A.C. Milan             | Azerti Motorsport           | Giorgio Pantano   | 46m57.511s   | 31     | 7                 | 50     |
| 2                                                                                   | Olympiacos CFP         | GU-Racing International     | Davide Rigon      | +2.273s      | 31     | 1                 | 45     |
| 3                                                                                   | FC Basel               | GU-Racing International     | Max Wissel        | +11.372s     | 31     | 9                 | 40     |
| 4                                                                                   | Al Ain FC              | Ultimate Motorsport         | Miguel Molina     | +15.455s     | 31     | 10                | 36     |
| 5                                                                                   | R.S.C. Anderlecht      | Zakspeed                    | Yelmer Buurman    | +17.987s     | 31     | 17                | 32     |
| 6                                                                                   | Liverpool F.C.         | Hitech Junior Team          | Adrián Vallés     | +18.811s     | 31     | 18                | 29     |
| 7                                                                                   | F.C. Porto             | Hitech Junior Team          | Tristan Gommendy  | +19.759s     | 31     | 3                 | 26     |
| 8                                                                                   | CR Flamengo            | Delta / Alan Docking Racing | Enrique Bernoldi  | +21.740s     | 31     | 13                | 23     |
| 9                                                                                   | SC Corinthians         | Alan Docking Racing         | Antônio Pizzonia  | +21.998s     | 31     | 15                | 20     |
| 10                                                                                  | Tottenham Hotspur F.C. | Alan Docking Racing         | Craig Dolby       | +23.594s     | 31     | 16                | 18     |
| 11                                                                                  | Galatasaray S.K.       | Azerti Motorsport           | Duncan Tappy      | +31.831s     | 31     | 14                | 16     |
| 12                                                                                  | Atlético de Madrid     | Alan Docking Racing         | Ho-Pin Tung       | +1m08.911s   | 31     | 5                 | 14     |
| 13                                                                                  | Olympique Lyonnais     | Barazi Epsilon              | Nelson Panciatici | +1m26.911s   | 31     | 6                 | 12     |
| 14 (NA)                                                                             | A.S. Roma              | Azerti Motorsport           | Jonathan Kennard  | NA           | 28     | 4                 | 10     |
| 15 (NA)                                                                             | FC Midtjylland         | Hitech Junior Team          | Kasper Andersen   | NA           | 17     | 11                | 8      |
| 16 (NA)                                                                             | Rangers F.C.           | Alan Docking Racing         | John Martin       | NA           | 18     | 2                 | 7      |
| 17 (NA)                                                                             | Sporting CP            | Zakspeed                    | Pedro Petiz       | NA           | 6      | 12                | 6      |
| NC                                                                                  | PSV Eindhoven          | Azerti Motorsport           | Dominick Muermans | NC           | NC     | 18                | 0      |
| Volta mais rápida: SC Corinthians, Alan Docking Racing, Antônio Pizzonia - 1:28.120 |                        |                             |                   |              |        |                   |        |

Nota: NC: Não começou a corrida; NA: Não acabou a corrida
| Cor | Observação                     |
| --- | ------------------------------ |
|     | Qualificados para a 3ª Corrida |

#### Corrida 3Super-Final
Nota: Esta corrida destina-se a encontrar o 'Vencedor do Fim-de-Semana'. É disputada entre os 3 melhores de cada uma das duas primeiras corridas. O SC Corinthians teve o melhor resultado conjunto das 2 primeiras corridas, e por isso alinhou na 3ª corrida em substituição do Tottenham Hotspur FC, que teve problemas na 2ª corrida e não pôde participar na 3ª. Esta corrida não dá pontos para o campeonato. A recompensa desta corrida é de 100.000€ para o vencedor.
| Pos                                                                             | Clube             | Equipa de Automobilismo | Piloto           | Tempo/Aband. | Voltas | Grelha de Partida |
| ------------------------------------------------------------------------------- | ----------------- | ----------------------- | ---------------- | ------------ | ------ | ----------------- |
| 1                                                                               | Liverpool F.C.    | Hitech Junior Team      | Adrián Vallés    | 11m49.172s   | 8      | 1º                |
| 2                                                                               | A.C. Milan        | Azerti Motorsport       | Giorgio Pantano  | +4.813       | 8      | 2º                |
| 3                                                                               | SC Corinthians *  | Alan Docking Racing     | Antônio Pizzonia | +6.774s      | 8      | 5º                |
| 4                                                                               | R.S.C. Anderlecht | Zakspeed                | Yelmer Buurman   | +9.402s      | 8      | 3º                |
| 5                                                                               | FC Basel          | GU-Racing International | Max Wissel       | +24.385s     | 8      | 6º                |
| 6                                                                               | Olympiacos CFP    | GU-Racing International | Davide Rigon     | +26.246s     | 8      | 4º                |
| Volta mais rápida: Liverpool F.C., Hitech Junior Team, Adrián Vallés - 1:28.245 |                   |                         |                  |              |        |                   |

Nota: NC: Não começou a corrida; NA: Não acabou a corrida

## Tabela do campeonato após a corrida
Nota: Só as cinco primeiras posições estão incluídas na tabela.
| Pos | Clube                  | Equipa de Automobilismo | Piloto          | Pontos |
| --- | ---------------------- | ----------------------- | --------------- | ------ |
| 1   | Liverpool F.C.         | Hitech Racing           | Adrián Vallés   | 79     |
| 2   | R.S.C. Anderlecht      | Zakspeed                | Yelmer Buurman  | 77     |
| 3   | A.C. Milan             | Azerti Motorsport       | Giorgio Pantano | 64     |
| 4   | FC Basel               | GU-Racing International | Max Wissel      | 58     |
| 4   | Tottenham Hotspur F.C. | Alan Docking Racing     | Craig Dolby     | 58     |